# 東京無国籍少女
『東京無国籍少女』（とうきょうむこくせきしょうじょ）は2015年の日本のサスペンス映画。R15+作品。山岸謙太郎が監督した同名自主制作映画（「ハードボイルドヨコハマアクションムービーコンペティション2012」で審査員特別賞受賞。）のリメイク。
ヌシャテル国際ファンタスティック映画祭（スイス）、ニューヨーク・アジア映画祭（アメリカ）、ファンタジア国際映画祭（カナダ）、プチョン国際ファンタスティック映画祭（韓国）出品作品。

## あらすじ
天才芸術家と持て囃された芸術高校の特待生・藍は、ある事故で心身に傷を負った。才能を嫉妬する同級生たちにいじめを受ける中、藍は新しい作品作りにとりかかるが、ある日藍は武装集団に襲撃され、壮絶な戦いが始まる。

## キャスト
- 藍 - 清野菜名
- 担任教師 - 金子ノブアキ
- 沙羅 - 田中日奈子
- 優里 - 吉永アユリ
- 莉奈 - 花影香音
- 保健医 - りりィ
- 校長 - 本田博太郎